# Ursulines (Mons)
L'École des Ursulines de Mons est une école historique de Belgique.

## Histoire
L'école des Ursulines de Mons a été fondée au XVIIe siècle. Le 19 mars 1633, un groupe de religieuses Ursulines arrive à Mons depuis Givet, fuyant une région troublée. Elles sont accueillies par M. Malapert et son épouse, qui leur offrent un logement rue des Kiévrois. Cependant, faute d'autorisation royale, elles doivent quitter Mons en 1634.
En 1648, elles obtiennent enfin l'accord du roi Philippe IV et reviennent à Mons le 21 octobre, en face de la Collégiale Sainte Waudru. Rapidement, elles ouvrent des classes, mais doivent déménager plusieurs fois avant de s'établir définitivement rue des Kiévrois. Entre 1659 et 1662, elles construisent divers bâtiments, situés aujourd'hui square Roosevelt.

### Développement et Épreuves
En 1704, les Ursulines entreprennent la construction d'une grande église et d'autres bâtiments, achevés en 1729 sous la direction de Claude-Joseph de Bettignies. Au XVIIIe siècle, l'école atteint son apogée avec environ 500 élèves et une quarantaine de religieuses.
Durant la Révolution française, les Ursulines sont expulsées et leurs biens confisqués. Les biens furent cédés par Napoléon à la ville de Bruxelles. Elles ne réintègrent leur monastère qu'en 1803.

### Guerres Mondiales et Reconstruction
Pendant les deux guerres mondiales, le couvent est utilisé comme hôpital militaire, et les religieuses doivent se disperser. En 1940, des bombardements détruisent une partie des bâtiments, et elles quittent définitivement le monastère en 1944. L'ampleur des destructions poussent les Ursulines à acheter un nouveau terrain, en bord de boulevard, le "bâtiment jaune". Elles y rentreront en 1957, après avoir été construit depuis 1954.

### Depuis les années 70

#### Passage à la mixité
Dans les années 1970, l'école des Ursulines de Mons entame une période de transformation significative. Elle devient une institution pilote pour une réforme pédagogique, intégrant de nouvelles méthodes d'enseignement et les technologies modernes, comme les cours d'informatique en 1982 et des laboratoires de langues. En 1986, l'école devient mixte, accueillant des garçons pour la première fois.

#### Incendie en 2011
La toiture de l'école secondaire fut incendiée à la suite d'un orage, dans lequel la foudre est tombée sur le toit du bâtiment. Il a fallu plus ou moins quatre heures aux pompiers pour gérer l'incident. Les dégâts furent considérables, l'école était même inquiétée d'une rentrée perturbée.

#### Départ des dernières religieuses Ursulines
En 2023, les dernières religieuses Ursulines ont annoncé partir de Mons en fin d'année.
La date fut le 14 Octobre 2023. Les dernières sœurs du «Caillou blanc» s’en vont mais en laissant une forte empreinte dans la ville. Une cérémonie a été organisée pour leur au revoir, dans la Collégiale Sainte-Waudru.
Sœur Anne a expliqué : "la société n’est pas très porteuse de vocations religieuses et comme nous avons un manque de personnes ici, nous avons décidé de partir", "nous rejoignons une autre communauté de sœurs en France".

### Héritage
L'école des Ursulines de Mons est un exemple de dévouement à l'éducation, alliant tradition et modernité. Leur projet éducatif continue d'évoluer pour répondre aux besoins contemporains tout en préservant leur riche patrimoine.

## Chronologie simplifiée
- 1633 : Arrivée des Ursulines à Mons.
- 1648 : Retour des Ursulines avec autorisation royale.
- 1659-1662 : Construction des premiers bâtiments.
- 1704-1729 : Construction de l'église et des bâtiments scolaires.
- 1793-1803 : Expulsion durant la Révolution française.
- 1940 : Destruction partielle du monastère.
- 1944 : Départ du monastère.
- 1954 : Construction d'un bâtiment au Boulevard Kennedy.
- 1957 : Ouverture du bâtiment au Boulevard Kennedy.
- 1986 : Passage à la mixité.
- 2023 : Départ des religieuses Ursulines.

## Pourrait également vous intéresser
- Ordre de Sainte-Ursule
- Collégiale Sainte-Waudru
- Mons

## Sources
1. ↑  « Historique » , sur Ecoles des Religieuses Ursulines de Mons (consulté le 17 mai 2024)
2. ↑  « Ancien Couvent des Ursulines de Mons. » , sur Connaître la Wallonie (consulté le 19 mai 2024)
3. ↑  « L'ancient couvent des Ursulines » , sur irkwi (consulté le 19 mai 2024)
4. ↑  « Ancien couvent des Ursulines de Mons » , sur Connaître la Wallonie (consulté le 19 mai 2024)
5. ↑  « Ancien Refuge des Ursulines » , sur Monument héritage Brussels (consulté le 19 mai 2024)
6. ↑  « Le couvent des Ursulines. », sur Musées Mons Expo (consulté le 19 mai 2024)
7. ↑  « Historique » , sur Ecoles des Religieuses Ursulines Mons (consulté le 19 mai 2024)
8. ↑  Manu Delporte et Isabelle Palmitessa, « Orages: la toiture de l'école des Ursulines à Mons ravagée par un incendie » , sur RTBF, 23 août 2011 (consulté le 19 mai 2024)
9. ↑  Sophie Delhalle, « A Mons, les religieuses Ursulines ont annoncé leur prochain départ. » , sur Cathobel.be, 13 juin 2023 (consulté le 19 mai 2024)
10. ↑  « Soeurs Ursulines à Mons : ce n'est qu'un au revoir. » , sur Diocèse de Tournai (consulté le 19 mai 2024)
11. ↑  « Émotion à Mons : les élèves des Ursulines ont dit au revoir à Sœur Annie, Sœur Anne et Sœur Marie-Pia » , sur Sudinfo, 15 novembre 2023 (consulté le 27 mai 2024)
12. ↑  « Ecoles des Religieuses Ursulines de Mons. » , sur Ecoles des Religieuses Ursulines de Mons. (consulté le 19 mai 2024)